# ولي كندي (ماكو)
ولي كندي هي قرية في مقاطعة ماكو، إيران. عدد سكان هذه القرية هو 426 في سنة 2006.